# Winston-Salem Open 2015
Winston-Salem Open 2015 — тенісний турнір, що проходив на кортах з твердим покриттям у місті Вінстон-Сейлем, США з 24 серпня. Належав до категорії ATP World Tour 250.

## Фінальна частина

### Одиночний розряд
Кевін Андерсон —  П'єр-Юг Ербер 6–4, 7–5

### Парний розряд
Домінік Інглот /  Роберт Ліндстедт —  Ерік Буторак /  Скотт Ліпскі 6–2, 6–4